# Alexeï Tolstoï (cratère)
Pour les articles homonymes, voir Tolstoï (homonymie).
Le cratère Alexeï Tolstoï est un cratère d'impact de 93,04 km de diamètre situé sur Mars dans le quadrangle d'Eridania. Il a été nommé en référence à l'écrivain russe Alexeï Nicolaïevitch Tolstoï.